# Tumulus van Trou de Billemont
De Tumulus van Trou de Billemont is een Gallo-Romeinse grafheuvel bij Antoing in de Belgische provincie Henegouwen. De heuvel ligt ten noordoosten van de stad.
Boven de graven te Trou de Billemont ligt er hier een heuvel uit het jaar 150 n.Chr. Het monument is de meest westelijkste van alle grote tumuli in België en de enige met zowel een ring van stenen, een gang, een kluis met nissen en een groot openlucht-behuizing. De T-vormige gang is toegankelijk en leidt tot een reeks nissen met daarin urnen met de as van de overledene geplaatst.
De Merovingische graven die ontdekt zijn in 1911 en 1914 op een plaats genaamd Guéronde zijn op de site gereconstrueerd. Drie graven komen uit een enorme necropool en dateren uit de late zesde eeuw, begin zevende eeuw.